# Aerarii
Aerarii — w starożytnym Rzymie obywatele, którzy nie należeli do żadnej jednostki podziału terytorialnego, tzw. tribus.
Do tej grupy należały osoby ukarane infamią, np. z powodu niemoralnego życia oraz wszelka ludność z podbitych miast.
Mieszkańcy tych miast mogli zawierać związki małżeńskie z obywatelami rzymskimi ius conubium, mogli też obracać swoim majątkiem ius commercii, nie mogli i nie mieli prawa do piastowania urzędów (ius honorum), jak również nie mogli pełnić służby w wojsku .